# Maestro delle Ore di Rohan
(Henry Focillon)
Il Maestro delle Ore di Rohan, detto anche Maestro di Rohan (fl. XV secolo), è stato un pittore e miniatore francese, attivo a Parigi e nell'Angiò nella prima metà del XV secolo.

## Storia
L'anonimo artista francese, a capo di una fiorente bottega, deve il suo nome al manoscritto, per Iolanda d'Aragona, moglie di Luigi II d'Angiò, detto le Grandes Heures de Rohan in base allo stemma della famiglia Rohan, aggiunto successivamente.
Probabilmente l'anonimo nella sua giovinezza è a Troyes, poi a Parigi intorno al 1410, in un atelier dove lavorava anche il Maestro di Bedford, illustrando prima libri profani e poi libri d'ore di media qualità. Infine passo al servizio degli Angiò ad Angers intorno al 1420, eseguendo tre Libri d'ore: le Grandes Heures de Rohan (1418-25: Parigi, Biblioteca nazionale di Francia, ms. lat. 9471); le Heures dette «d'Isabella Stuart» (Cambridge, Fitzwilliam Museum) e le Heures a l'usage d'Angers, già nella collezione Martin Le Roy.
Nel f. 1591, de le Grandes Heures de Rohan, con la miniatura La morte davanti a Dio, quest'ultima è rappresentata dal corpo di un uomo, magro e macilento, adagiato su un panneggio tra teschi ed ossa, dalla bocca di questo esce il carteggio in latino con l'invocazione “Nelle tue mani, oh Signore, raccomando il mio spirito”, Dio Padre, con i simboli del potere: la spada e il globo, risponde in francese “Per i tuoi peccati farai penitenza e nel giorno del giudizio sarai con me”. Sopra è Il diavolo che sta cercando di impadronirsi dell'anima del defunto combattuto non solo dall'arcangelo Michele, che lo afferra per il muso, ma anche da altri due angeli che con lance cercano di fargli lasciare la piccola anima.
Gli si attribuisce anche una pittura su legno: l'anta di una pala d'altare con un frammento di Annunciazione, ora conservato al Museo a Laon, nel frammento il donatore e la santa che lo presenta formano un gruppo compatto e statico che contrasta con la mobilità ed espressività dell'angelo esaltata del volto spigoloso.
L'anonimo costruisce le sue composizioni senza profondità, con personaggi enormi, il tutto scelto soltanto in base all'intensità emotiva o simbolica attribuita ad ogni elemento della composizione, secondo Henri Focillon una "strana arte, che pare confondere l'ordine dei tempi" unendo raffinatezze lineari e colori brillanti di gusto gotico internazionale a elementi popolareschi in modo da stravolgere gli schemi iconografici tradizionali.